# 斯特吉爾斯 (北卡羅萊納州)
斯特吉爾斯（英語：Sturgills）是位於美國北卡羅萊納州阿什縣的非建制地區。

## 歷史
斯特吉爾斯的郵局於1887年設立，其後於1958年停運。

## 地理
斯特吉爾斯所處的海拔為高於海平面860米（即2820英呎），而該地所採用的時區為UTC-5，即北美东部时区（EST）。同時該地設有夏令時間，為UTC-5調快一小時，即UTC-4（EDT）。